# 尼爾伊扎克大屠殺
2023年10月7日阿克薩洪水行動中，來自加沙走廊的哈馬斯武裝分子在西赫托拉節期間入侵以色列南部區的尼爾伊扎克基布茲。幾名社區居民被殺害，其他居民被強行綁架到加沙。

## 背景
尼爾伊扎克是一座位於以色列西北部內蓋夫沙漠中的基布茲，是在1949年12月8日為紀念帕拉瑪赫指揮官和以色列國防軍的創始人伊扎克·薩德而建立的。該基布茲是勞工錫安主義青年運動青年衛士的一員，舉辦「加林·察巴爾計畫」，讓非以色列猶太人可以加入以色列國防軍。到了2021年，該基布茲有649人。
2023年10月7日早上，哈瑪斯和傑哈德對發動阿克薩洪水行動突襲以色列。在對以色列發射火箭的掩護下，約3000名武裝分子入侵以色列的社區和軍事設施，與稀疏的安全部隊展開槍戰。武裝分子殺害1080名平民，55名警察和301名士兵，並綁架了至少247人（其中5人被釋放）到加沙地帶，其中包括婦女和老人。

## 屠殺
2023年10月7日，約早上7點，數十名哈瑪斯武裝分子入侵基布茲境內，挨家挨戶殺害居民。在屠殺過程中，武裝分子造成大量的破壞，並從民居中搶劫物資。
基布茲居民被鎖在安全室超過14小時，無法獲得水、食物或衛生設施，而房屋內外不斷發生槍擊事件。幾個家庭的車輛被盜，顯然是用來將綁架受害者運送到加沙走廊。
基布茲快速反應小組與數十名入侵的武裝分子作戰，試圖保護居民。該小組的軍士長和另一名反應小組成員在戰鬥中陣亡。另一名基布茲居民在與武裝份子的激戰中喪生。
快速反應小組的4名成員失踪，情況不明。另外2名基布茲居民以及與他們同住的3名客人被綁架到加沙，命運未知。其中一支武裝份子小隊也入侵基布茲的化學製藥廠，試圖謀殺和綁架工人，並毀壞和搶劫設備。借助工廠的攝影網絡，工人們將自己封鎖在設防的作業區域，從而獲救，甚至可以繼續進行生產活動。
抵達基布茲的洛塔爾部隊戰士展開戰鬥，成功殺死大部分武裝分子，擊退或俘獲了其餘武裝分子。